# Flèche wallonne féminine 2022
Cet article concerne l'édition féminine de la Flèche wallonne. Pour la course masculine, voir Flèche wallonne 2022.
La 25e édition de la Flèche wallonne féminine a lieu le 20 avril 2022. C'est une épreuve de l'UCI World Tour féminin 2022. Elle est remportée par l'Italienne Marta Cavalli.

## Équipes
| UCI Women's WorldTeams (14)- Team BikeExchange-Jayco - Canyon-SRAM Racing - EF Education-TIBCO-SVB - FDJ Nouvelle Aquitaine Futuroscope - Human Powered Health - Team Jumbo-Visma - Liv Racing Xstra - Movistar Team - Roland Cogeas-Edelweiss Squad - SD Worx - Trek-Segafredo - Team DSM - UAE Team ADQ - Uno-X Pro Cycling Team Équipes féminines continentales (10)- Arkéa Pro Cycling Team - Andy Schleck-CP NVST-Immo Losch - Bingoal-Chevalmeire-Van Eyck Sport - Bepink - Cofidis - Le col-Wahoo - Lotto Soudal Ladies - Parkhotel Valkenburg - Plantur-Pura - Valcar-Travel & Service |
| |

## Parcours
Le circuit est similaire à celui de 2019. Partant de Huy, la Flèche wallonne 2022 passe à Hamoir, Tohogne, Ocquier et Modave avant d'emprunter le circuit final comprenant la côte de Cherave et le Mur de Huy à gravir trois fois, ce qui est une première chez les femmes, et la côte d'Ereffe deux fois. L'arrivée est jugée lors du troisième passage du Mur de Huy.
Huit côtes sont répertoriées pour cette édition :
| Num | Nom             | km    | Longueur (m) | Pente moyenne | km de l'arrivée |
| --- | --------------- | ----- | ------------ | ------------- | --------------- |
| 1   | Côte de Cherave | 65,4  | 1 300        | 8,1 %         | 68              |
| 2   | Mur de Huy      | 71,1  | 1 300        | 9,6 %         | 62,3            |
| 3   | Côte d'Ereffe   | 83,8  | 2 100        | 5 %           | 49,6            |
| 4   | Côte de Cherave | 96,5  | 1 300        | 8,1 %         | 36,9            |
| 5   | Mur de Huy      | 102,2 | 1 300        | 9,6 %         | 31,2            |
| 6   | Côte d'Ereffe   | 114,9 | 2 100        | 5 %           | 18,5            |
| 7   | Côte de Cherave | 127,7 | 1 300        | 8,1 %         | 5,7             |
| 8   | Mur de Huy      | 133,4 | 1 300        | 9,6 %         | 0               |

## Favorites
La vainqueur des sept dernières éditions, Anna van der Breggen, ayant pris sa retraite, sa succession est ouverte. L'Amstel Gold Race fournit la liste des favorites avec : Marta Cavalli, Demi Vollering, Annemiek van Vleuten, Katarzyna Niewiadoma et Liane Lippert. Il faut ajouter la vainqueur de Paris-Roubaix, Elisa Longo Borghini qui est déjà montée trois fois sur le podium à Huy. Marianne Vos et Cecilie Uttrup Ludwig sont absentes dû au Covid.

## Récit de la course
Une première échappée de six coureuses se forme au bout de cinquante kilomètres. Leur avance culmine à une minute cinquante. Après le premier passage sur la côte d'Ereffe, dix coureuses reviennent sur l'avant. Il s'agit de : Anna Shackley, Alena Amialiusik, Elise Chabbey, Leah Thomas, Jelena Erić, Esmée Peperkamp, Amanda Spratt, Anouska Koster, Kristabel Doebel-Hickok et Yara Kastelijn. Les premières échappées sont progressivement distancées du groupe. Il a une minute quarante d'avance lors du passage suivant dans le mur de Huy. Il est presque repris au pied de la côte de Cherave. Kastelijn puis Koster sortent. Une attaque de Niamh Fisher-Black les reprend, mais est revue. Demi Vollering est la suivante à accélérer mais elle est suivie par tout le groupe. Ashleigh Moolman place un contre, mais Annemiek van Vleuten la marque. Dans la descente, Fisher-Black retente sa chance, sans plus de résultat. Dans le mur, Annemiek van Vleuten accélère à 350 m de l'arrivée, dans la partie la plus raide. Seule Marta Cavalli parvient à revenir plus loin. Dans le replat, elle devance la Néerlandaise. Demi Vollering est troisième.

## Classements

### Classement final
| \| Classement général \| Classement général \| Classement général \| Classement général \| Classement général \| \| Coureuse \| Coureuse \| Pays \| Équipe \| Temps \| \| ------------------ \| ----------------------- \| ------------------ \| ---------------------------------- \| ------------------ \| \| 1re \| Marta Cavalli \| Italie \| FDJ-Nouvelle Aquitaine-Futuroscope \| 3 h 38 min 37 s \| \| 2e \| Annemiek van Vleuten \| Pays-Bas \| Movistar Team \| + 0 s \| \| 3e \| Demi Vollering \| Pays-Bas \| SD Worx \| + 10 s \| \| 4e \| Ashleigh Moolman \| Afrique du Sud \| SD Worx \| + 17 s \| \| 5e \| Mavi García \| Espagne \| UAE Team ADQ \| + 21 s \| \| 6e \| Elisa Longo Borghini \| Italie \| Trek-Segafredo \| + 30 s \| \| 7e \| Liane Lippert \| Allemagne \| Team DSM \| + 33 s \| \| 8e \| Kristabel Doebel-Hickok \| États-Unis \| EF Education-TIBCO-SVB \| + 37 s \| \| 9e \| Yara Kastelijn \| Pays-Bas \| Plantur-Pura \| + 40 s \| \| 10e \| Ane Santesteban \| Espagne \| Team BikeExchange-Jayco \| + 42 s \| |                         |                |                                    |                 |
| |                         |                |                                    |                 |
| Source : ProCyclingStats |                         |                |                                    |                 |
| Classement général |                         |                |                                    |                 |
| Coureuse | Coureuse                | Pays           | Équipe                             | Temps           |
| 1re | Marta Cavalli           | Italie         | FDJ-Nouvelle Aquitaine-Futuroscope | 3 h 38 min 37 s |
| 2e | Annemiek van Vleuten    | Pays-Bas       | Movistar Team                      | + 0 s           |
| 3e | Demi Vollering          | Pays-Bas       | SD Worx                            | + 10 s          |
| 4e | Ashleigh Moolman        | Afrique du Sud | SD Worx                            | + 17 s          |
| 5e | Mavi García             | Espagne        | UAE Team ADQ                       | + 21 s          |
| 6e | Elisa Longo Borghini    | Italie         | Trek-Segafredo                     | + 30 s          |
| 7e | Liane Lippert           | Allemagne      | Team DSM                           | + 33 s          |
| 8e | Kristabel Doebel-Hickok | États-Unis     | EF Education-TIBCO-SVB             | + 37 s          |
| 9e | Yara Kastelijn          | Pays-Bas       | Plantur-Pura                       | + 40 s          |
| 10e | Ane Santesteban         | Espagne        | Team BikeExchange-Jayco            | + 42 s          |

### UCI World Tour

#### Points attribués
| Position           | 1er | 2e  | 3e  | 4e  | 5e  | 6e  | 7e  | 8e  | 9e | 10e | 11e | 12e | 13e | 14e | 15e | 16e à 20e | 21e à 30e | 31e à 40e |
| Classement général | 400 | 320 | 260 | 220 | 180 | 140 | 120 | 100 | 80 | 68  | 56  | 48  | 40  | 32  | 28  | 24        | 16        | 8         |

| Classement par points | Classement par points       | Classement par points | Classement par points              | Classement par points |
| Coureuse              | Coureuse                    | Pays                  | Équipe                             | Points                |
| --------------------- | --------------------------- | --------------------- | ---------------------------------- | --------------------- |
| 1re                   | Lotte Kopecky               | Belgique              | SD Worx                            | 1680 pts              |
| 2e                    | Elisa Balsamo               | Italie                | Trek-Segafredo                     | 1636 pts              |
| 3e                    | Annemiek van Vleuten        | Pays-Bas              | Movistar Team                      | 1180 pts              |
| 4e                    | Marta Cavalli               | Italie                | FDJ-Nouvelle Aquitaine-Futuroscope | 1012 pts              |
| 5e                    | Lorena Wiebes               | Pays-Bas              | Team DSM                           | 720 pts               |
| 6e                    | Elisa Longo Borghini        | Italie                | Trek-Segafredo                     | 696 pts               |
| 7e                    | Marta Bastianelli           | Italie                | UAE Team ADQ                       | 692 pts               |
| 8e                    | Ashleigh Moolman            | Afrique du Sud        | SD Worx                            | 668 pts               |
| 9e                    | Demi Vollering              | Pays-Bas              | SD Worx                            | 652 pts               |
| 10e                   | Chantal van den Broek-Blaak | Pays-Bas              | SD Worx                            | 604 pts               |

| Classement par points | Classement par points       | Classement par points | Classement par points              | Classement par points |
| Coureuse              | Coureuse                    | Pays                  | Équipe                             | Points                |
| --------------------- | --------------------------- | --------------------- | ---------------------------------- | --------------------- |
| 1re                   | Lotte Kopecky               | Belgique              | SD Worx                            | 1680 pts              |
| 2e                    | Elisa Balsamo               | Italie                | Trek-Segafredo                     | 1636 pts              |
| 3e                    | Annemiek van Vleuten        | Pays-Bas              | Movistar Team                      | 1180 pts              |
| 4e                    | Marta Cavalli               | Italie                | FDJ-Nouvelle Aquitaine-Futuroscope | 1012 pts              |
| 5e                    | Lorena Wiebes               | Pays-Bas              | Team DSM                           | 720 pts               |
| 6e                    | Elisa Longo Borghini        | Italie                | Trek-Segafredo                     | 696 pts               |
| 7e                    | Marta Bastianelli           | Italie                | UAE Team ADQ                       | 692 pts               |
| 8e                    | Ashleigh Moolman            | Afrique du Sud        | SD Worx                            | 668 pts               |
| 9e                    | Demi Vollering              | Pays-Bas              | SD Worx                            | 652 pts               |
| 10e                   | Chantal van den Broek-Blaak | Pays-Bas              | SD Worx                            | 604 pts               |

| Classement du meilleur jeune | Classement du meilleur jeune | Classement du meilleur jeune | Classement du meilleur jeune | Classement du meilleur jeune |
| Coureuse                     | Coureuse                     | Pays                         | Équipe                       | Points                       |
| ---------------------------- | ---------------------------- | ---------------------------- | ---------------------------- | ---------------------------- |
| 1re                          | Shirin van Anrooij           | Pays-Bas                     | Trek-Segafredo               | 24 pts                       |
| 2e                           | Pfeiffer Georgi              | Royaume-Uni                  | Team DSM                     | 20 pts                       |
| 3e                           | Niamh Fisher-Black           | Nouvelle-Zélande             | SD Worx                      | 10 pts                       |
| 4e                           | Mischa Bredewold             | Pays-Bas                     | Parkhotel Valkenburg         | 8 pts                        |
| 5e                           | Julia Borgström              | Suède                        | AG Insurance NXTG            | 8 pts                        |
| 6e                           | Lonneke Uneken               | Pays-Bas                     | SD Worx                      | 6 pts                        |
| 7e                           | Silke Smulders               | Pays-Bas                     | Liv Racing Xstra             | 6 pts                        |
| 8e                           | Femke Gerritse               | Pays-Bas                     | Parkhotel Valkenburg         | 6 pts                        |
| 9e                           | Victoire Berteau             | France                       | Cofidis                      | 4 pts                        |
| 10e                          | Maike van der Duin           | Pays-Bas                     | Le Col-Wahoo                 | 4 pts                        |

| Classement du meilleur jeune | Classement du meilleur jeune | Classement du meilleur jeune | Classement du meilleur jeune | Classement du meilleur jeune |
| Coureuse                     | Coureuse                     | Pays                         | Équipe                       | Points                       |
| ---------------------------- | ---------------------------- | ---------------------------- | ---------------------------- | ---------------------------- |
| 1re                          | Shirin van Anrooij           | Pays-Bas                     | Trek-Segafredo               | 24 pts                       |
| 2e                           | Pfeiffer Georgi              | Royaume-Uni                  | Team DSM                     | 20 pts                       |
| 3e                           | Niamh Fisher-Black           | Nouvelle-Zélande             | SD Worx                      | 10 pts                       |
| 4e                           | Mischa Bredewold             | Pays-Bas                     | Parkhotel Valkenburg         | 8 pts                        |
| 5e                           | Julia Borgström              | Suède                        | AG Insurance NXTG            | 8 pts                        |
| 6e                           | Lonneke Uneken               | Pays-Bas                     | SD Worx                      | 6 pts                        |
| 7e                           | Silke Smulders               | Pays-Bas                     | Liv Racing Xstra             | 6 pts                        |
| 8e                           | Femke Gerritse               | Pays-Bas                     | Parkhotel Valkenburg         | 6 pts                        |
| 9e                           | Victoire Berteau             | France                       | Cofidis                      | 4 pts                        |
| 10e                          | Maike van der Duin           | Pays-Bas                     | Le Col-Wahoo                 | 4 pts                        |

| Classement par équipes aux points | Classement par équipes aux points  | Classement par équipes aux points | Classement par équipes aux points |
| Équipe                            | Équipe                             | Pays                              | Points                            |
| --------------------------------- | ---------------------------------- | --------------------------------- | --------------------------------- |
| 1re                               | SD Worx                            | Pays-Bas                          | 4492 pts                          |
| 2e                                | Trek-Segafredo                     | États-Unis                        | 3065 pts                          |
| 3e                                | FDJ Nouvelle Aquitaine Futuroscope | France                            | 2200 pts                          |
| 4e                                | Movistar Team                      | Espagne                           | 2040 pts                          |
| 5e                                | Canyon-SRAM Racing                 | Allemagne                         | 1956 pts                          |
| 6e                                | Team DSM                           | Pays-Bas                          | 1752 pts                          |
| 7e                                | UAE Team ADQ                       | Émirats arabes unis               | 1716 pts                          |
| 8e                                | Team Jumbo-Visma                   | Pays-Bas                          | 1069 pts                          |
| 9e                                | Valcar-Travel & Service            | Italie                            | 768 pts                           |
| 10e                               | Ceratizit-WNT Pro Cycling          | Allemagne                         | 456 pts                           |

| Classement par équipes aux points | Classement par équipes aux points  | Classement par équipes aux points | Classement par équipes aux points |
| Équipe                            | Équipe                             | Pays                              | Points                            |
| --------------------------------- | ---------------------------------- | --------------------------------- | --------------------------------- |
| 1re                               | SD Worx                            | Pays-Bas                          | 4492 pts                          |
| 2e                                | Trek-Segafredo                     | États-Unis                        | 3065 pts                          |
| 3e                                | FDJ Nouvelle Aquitaine Futuroscope | France                            | 2200 pts                          |
| 4e                                | Movistar Team                      | Espagne                           | 2040 pts                          |
| 5e                                | Canyon-SRAM Racing                 | Allemagne                         | 1956 pts                          |
| 6e                                | Team DSM                           | Pays-Bas                          | 1752 pts                          |
| 7e                                | UAE Team ADQ                       | Émirats arabes unis               | 1716 pts                          |
| 8e                                | Team Jumbo-Visma                   | Pays-Bas                          | 1069 pts                          |
| 9e                                | Valcar-Travel & Service            | Italie                            | 768 pts                           |
| 10e                               | Ceratizit-WNT Pro Cycling          | Allemagne                         | 456 pts                           |

## Liste des participants
| Légende | Légende                                                                    | Légende | Légende                                                    |
| ------- | -------------------------------------------------------------------------- | ------- | ---------------------------------------------------------- |
| Num     | Dossard de départ porté par le coureur sur cette Flèche wallonne féminine  | Pos     | Position à l'arrivée de la course                          |
|         | Indique un maillot de champion national ou mondial, suivi de sa spécialité | NP      | Indique un coureur qui n'a pas pris le départ de la course |
| AB      | Indique un coureur qui n'a pas terminé la course                           | HD      | Indique un coureur qui a terminé la course hors des délais |

| SD Worx SDW | SD Worx SDW                       | SD Worx SDW |
| ----------- | --------------------------------- | ----------- |
| Num         | Coureuse                          | Pos         |
| 1           | Demi Vollering (NED)              | 3e          |
| 2           | Niamh Fisher-Black (NZL)          | 17e         |
| 3           | Ashleigh Moolman (RSA)            | 4e          |
| 4           | Anna Shackley (GBR)               | 26e         |
| 5           | Chantal van den Broek-Blaak (NED) | 92e         |
| 6           | Blanka Vas (HUN) (route)          | 40e         |

| Canyon-SRAM Racing CSR | Canyon-SRAM Racing CSR     | Canyon-SRAM Racing CSR |
| ---------------------- | -------------------------- | ---------------------- |
| Num                    | Coureuse                   | Pos                    |
| 11                     | Katarzyna Niewiadoma (POL) | 12e                    |
| 12                     | Alena Amialiusik (BLR)     | 54e                    |
| 13                     | Elise Chabbey (SUI)        | 24e                    |
| 14                     | Mikayla Harvey (NZL)       | AB                     |
| 15                     | Soraya Paladin (ITA)       | 49e                    |
| 16                     | Pauliena Rooijakkers (NED) | 11e                    |

| Trek-Segafredo TFS | Trek-Segafredo TFS                 | Trek-Segafredo TFS |
| ------------------ | ---------------------------------- | ------------------ |
| Num                | Coureuse                           | Pos                |
| 21                 | Elisa Longo Borghini (ITA) (route) | 6e                 |
| 22                 | Lucinda Brand (NED)                | 45e                |
| 23                 | Leah Thomas (USA)                  | 33e                |
| 24                 | Shirin van Anrooij (NED)           | 13e                |
| 25                 | Ellen van Dijk (NED) (route)       | 51e                |
| 26                 | Tayler Wiles (USA)                 | AB                 |

| Movistar Team MOV | Movistar Team MOV          | Movistar Team MOV |
| ----------------- | -------------------------- | ----------------- |
| Num               | Coureuse                   | Pos               |
| 31                | Annemiek van Vleuten (NED) | 2e                |
| 32                | Katrine Aalerud (NOR)      | 48e               |
| 33                | Jelena Erić (SRB) (route)  | 64e               |
| 34                | Sara Martín (ESP)          | 72e               |
| 35                | Paula Patiño (COL)         | 18e               |
| 36                | Arlenis Sierra (CUB)       | 15e               |

| UAE Team ADQ UAD | UAE Team ADQ UAD          | UAE Team ADQ UAD |
| ---------------- | ------------------------- | ---------------- |
| Num              | Coureuse                  | Pos              |
| 41               | Mavi García (ESP) (route) | 5e               |
| 42               | Sofia Bertizzolo (ITA)    | 61e              |
| 43               | Alena Ivanchenko (RUS)    | 27e              |
| 44               | Erica Magnaldi (ITA)      | 19e              |
| 45               | Maria Novolodskaya (RUS)  | 78e              |
| 46               | Urša Pintar (SLO)         | 34e              |

| Team DSM DSM | Team DSM DSM          | Team DSM DSM |
| ------------ | --------------------- | ------------ |
| Num          | Coureuse              | Pos          |
| 51           | Juliette Labous (FRA) | AB           |
| 52           | Léa Curinier (FRA)    | 97e          |
| 53           | Leah Kirchmann (CAN)  | 44e          |
| 54           | Liane Lippert (GER)   | 7e           |
| 55           | Esmée Peperkamp (NED) | 23e          |
| 56           | Elise Uijen (NED)     | 68e          |

| FDJ-Nouvelle Aquitaine-Futuroscope FSF | FDJ-Nouvelle Aquitaine-Futuroscope FSF | FDJ-Nouvelle Aquitaine-Futuroscope FSF |
| -------------------------------------- | -------------------------------------- | -------------------------------------- |
| Num                                    | Coureuse                               | Pos                                    |
| 61                                     | Marta Cavalli (ITA)                    | 1re                                    |
| 62                                     | Stine Borgli (NOR)                     | AB                                     |
| 63                                     | Brodie Chapman (AUS)                   | 50e                                    |
| 64                                     | Eugénie Duval (FRA)                    | 87e                                    |
| 65                                     | Évita Muzic (FRA) (route)              | 57e                                    |
| 66                                     | Jade Wiel (FRA)                        | 76e                                    |

| Team BikeExchange-Jayco BEX | Team BikeExchange-Jayco BEX | Team BikeExchange-Jayco BEX |
| --------------------------- | --------------------------- | --------------------------- |
| Num                         | Coureuse                    | Pos                         |
| 71                          | Amanda Spratt (AUS)         | 25e                         |
| 72                          | Alexandra Manly (AUS)       | 58e                         |
| 73                          | Ane Santesteban (ESP)       | 10e                         |
| 74                          | Wei Shi Chelsie Tan (SGP)   | AB                          |
| 75                          | Georgia Williams (NZL)      | 52e                         |
| 76                          | Urška Žigart (SLO)          | 59e                         |

| Team Jumbo-Visma TJV | Team Jumbo-Visma TJV | Team Jumbo-Visma TJV |
| -------------------- | -------------------- | -------------------- |
| Num                  | Coureuse             | Pos                  |
| 81                   | Anouska Koster (NED) | 14e                  |
| 82                   | Amber Kraak (NED)    | 36e                  |
| 83                   | Aafke Soet (NED)     | 73e                  |

| EF Education-TIBCO-SVB TIB | EF Education-TIBCO-SVB TIB    | EF Education-TIBCO-SVB TIB |
| -------------------------- | ----------------------------- | -------------------------- |
| Num                        | Coureuse                      | Pos                        |
| 91                         | Kristabel Doebel-Hickok (USA) | 8e                         |
| 92                         | Kathrin Hammes (GER)          | 63e                        |
| 93                         | Clara Honsinger (USA)         | 60e                        |
| 94                         | Lauren Stephens (USA) (route) | 47e                        |
| 95                         | Magdeleine Vallieres (CAN)    | 42e                        |

| Liv Racing Xstra LIV | Liv Racing Xstra LIV         | Liv Racing Xstra LIV |
| -------------------- | ---------------------------- | -------------------- |
| Num                  | Coureuse                     | Pos                  |
| 101                  | Marta Jaskulska (POL)        | 94e                  |
| 102                  | Valerie Demey (BEL)          | 93e                  |
| 103                  | Alison Jackson (CAN) (route) | 84e                  |
| 104                  | Jeanne Korevaar (NED)        | 80e                  |
| 105                  | Katia Ragusa (ITA)           | 101e                 |

| Uno-X Pro Cycling Team UXT | Uno-X Pro Cycling Team UXT  | Uno-X Pro Cycling Team UXT |
| -------------------------- | --------------------------- | -------------------------- |
| Num                        | Coureuse                    | Pos                        |
| 111                        | Hannah Barnes (GBR)         | 90e                        |
| 112                        | Joscelin Lowden (GBR)       | 38e                        |
| 113                        | Hannah Ludwig (GER)         | 46e                        |
| 114                        | Mie Bjørndal Ottestad (NOR) | 70e                        |
| 115                        | Anne Dorthe Ysland (NOR)    | 77e                        |

| Human Powered Health HPW | Human Powered Health HPW | Human Powered Health HPW |
| ------------------------ | ------------------------ | ------------------------ |
| Num                      | Coureuse                 | Pos                      |
| 121                      | Nina Buysman (NED)       | 82e                      |
| 122                      | Henrietta Christie (NZL) | 91e                      |
| 123                      | Katie Clouse (USA)       | 96e                      |
| 124                      | Barbara Malcotti (ITA)   | 71e                      |
| 125                      | Eri Yonamine (JPN)       | 88e                      |

| Roland Cogeas-Edelweiss Squad CGS | Roland Cogeas-Edelweiss Squad CGS | Roland Cogeas-Edelweiss Squad CGS |
| --------------------------------- | --------------------------------- | --------------------------------- |
| Num                               | Coureuse                          | Pos                               |
| 131                               | Hannah Buch (GER)                 | 109e                              |
| 132                               | Tamara Dronova (RUS)              | 32e                               |
| 133                               | Rotem Gafinovitz (ISR)            | 83e                               |
| 134                               | Léa Stern (SUI)                   | AB                                |
| 135                               | Petra Stiasny (SUI)               | 53e                               |

| Valcar-Travel & Service VAL | Valcar-Travel & Service VAL | Valcar-Travel & Service VAL |
| --------------------------- | --------------------------- | --------------------------- |
| Num                         | Coureuse                    | Pos                         |
| 141                         | Olivia Baril (CAN)          | 16e                         |
| 142                         | Anastasia Carbonari (LAT)   | 89e                         |
| 143                         | Carlotta Cipressi (ITA)     | 103e                        |
| 144                         | Federica Piergiovanni (ITA) | 85e                         |
| 145                         | Elizabeth Stannard (AUS)    | 41e                         |

| Parkhotel Valkenburg PHV | Parkhotel Valkenburg PHV   | Parkhotel Valkenburg PHV |
| ------------------------ | -------------------------- | ------------------------ |
| Num                      | Coureuse                   | Pos                      |
| 151                      | Femke Gerritse (NED)       | 39e                      |
| 152                      | Pien Limpens (NED)         | AB                       |
| 153                      | Rosalie Van der Wolf (NED) | AB                       |
| 154                      | Anne Van Rooijen (NED)     | 105e                     |

| Plantur-Pura PLP | Plantur-Pura PLP           | Plantur-Pura PLP |
| ---------------- | -------------------------- | ---------------- |
| Num              | Coureuse                   | Pos              |
| 161              | Yara Kastelijn (NED)       | 9e               |
| 162              | Millie Couzens (GBR)       | 67e              |
| 163              | Kiona Crabbé (BEL)         | 65e              |
| 164              | Justine Ghekiere (BEL)     | 56e              |
| 165              | Julie Van de Velde (BEL)   | 21e              |
| 166              | Inge van der Heijden (NED) | 31e              |

| Le Col-Wahoo DRP | Le Col-Wahoo DRP         | Le Col-Wahoo DRP |
| ---------------- | ------------------------ | ---------------- |
| Num              | Coureuse                 | Pos              |
| 171              | Elizabeth Holden (GBR)   | 79e              |
| 172              | Anna Christian (GBR)     | 86e              |
| 173              | Flora Perkins (GBR)      | 99e              |
| 174              | Alice Towers (GBR)       | 66e              |
| 175              | Jesse Vandenbulcke (BEL) | 100e             |

| Arkéa Pro Cycling Team ARK | Arkéa Pro Cycling Team ARK | Arkéa Pro Cycling Team ARK |
| -------------------------- | -------------------------- | -------------------------- |
| Num                        | Coureuse                   | Pos                        |
| 181                        | Morgane Coston (FRA)       | 22e                        |
| 182                        | Pauline Allin (FRA)        | 98e                        |
| 183                        | Julia Biryukova (UKR)      | 30e                        |
| 184                        | Amandine Fouquenet (FRA)   | AB                         |
| 185                        | Typhaine Laurance (FRA)    | AB                         |
| 186                        | Anaïs Morichon (FRA)       | 35e                        |

| Lotto Soudal Ladies LSL | Lotto Soudal Ladies LSL  | Lotto Soudal Ladies LSL |
| ----------------------- | ------------------------ | ----------------------- |
| Num                     | Coureuse                 | Pos                     |
| 191                     | Kristýna Burlová (CZE)   | 110e                    |
| 192                     | Mieke Docx (BEL)         | 74e                     |
| 193                     | Mijntje Geurts (NED)     | 28e                     |
| 194                     | Esmée Gielkens (BEL)     | 75e                     |
| 195                     | Elise vander Sande (BEL) | AB                      |
| 196                     | Kylie Waterreus (NED)    | 111e                    |

| Cofidis COF | Cofidis COF                   | Cofidis COF |
| ----------- | ----------------------------- | ----------- |
| Num         | Coureuse                      | Pos         |
| 201         | Rachel Neylan (AUS)           | 43e         |
| 202         | Cédrine Kerbaol (FRA)         | 69e         |
| 203         | Clara Koppenburg (GER)        | 29e         |
| 204         | Sandra Levenez (FRA)          | 20e         |
| 205         | Olivia Onesti (FRA)           | 36e         |
| 206         | Gabrielle Pilote Fortin (CAN) | AB          |

| Bingoal-Chevalmeire-Van Eyck Sport BCV | Bingoal-Chevalmeire-Van Eyck Sport BCV | Bingoal-Chevalmeire-Van Eyck Sport BCV |
| -------------------------------------- | -------------------------------------- | -------------------------------------- |
| Num                                    | Coureuse                               | Pos                                    |
| 211                                    | Lotte Claes (BEL)                      | 62e                                    |
| 212                                    | Julie Hendrickx (BEL)                  | AB                                     |
| 213                                    | Olha Kulynych (UKR)                    | 81e                                    |
| 214                                    | Lotte Popelier (BEL)                   | 107e                                   |

| Bepink BPK | Bepink BPK               | Bepink BPK |
| ---------- | ------------------------ | ---------- |
| Num        | Coureuse                 | Pos        |
| 221        | Silvia Zanardi (ITA)     | 55e        |
| 222        | Valentina Basilico (ITA) | AB         |
| 223        | Marketa Hajkova (CZE)    | 104e       |
| 224        | Prisca Savi (ITA)        | AB         |
| 225        | Jade Teolis (FRA)        | AB         |
| 226        | Matilde Vitillo (ITA)    | AB         |

| Andy Schleck-CP NVST-Immo Losch ASC | Andy Schleck-CP NVST-Immo Losch ASC | Andy Schleck-CP NVST-Immo Losch ASC |
| ----------------------------------- | ----------------------------------- | ----------------------------------- |
| Num                                 | Coureuse                            | Pos                                 |
| 231                                 | Nina Berton (LUX)                   | 95e                                 |
| 232                                 | Georgia Danford (AUS)               | 106e                                |
| 233                                 | Claire Faber (LUX)                  | AB                                  |
| 234                                 | Friederike Stern (GER)              | 108e                                |
| 235                                 | Zsófia Szabó (HUN)                  | 102e                                |

| SD Worx SDW | SD Worx SDW                       | SD Worx SDW |
| ----------- | --------------------------------- | ----------- |
| Num         | Coureuse                          | Pos         |
| 1           | Demi Vollering (NED)              | 3e          |
| 2           | Niamh Fisher-Black (NZL)          | 17e         |
| 3           | Ashleigh Moolman (RSA)            | 4e          |
| 4           | Anna Shackley (GBR)               | 26e         |
| 5           | Chantal van den Broek-Blaak (NED) | 92e         |
| 6           | Blanka Vas (HUN) (route)          | 40e         |

| Canyon-SRAM Racing CSR | Canyon-SRAM Racing CSR     | Canyon-SRAM Racing CSR |
| ---------------------- | -------------------------- | ---------------------- |
| Num                    | Coureuse                   | Pos                    |
| 11                     | Katarzyna Niewiadoma (POL) | 12e                    |
| 12                     | Alena Amialiusik (BLR)     | 54e                    |
| 13                     | Elise Chabbey (SUI)        | 24e                    |
| 14                     | Mikayla Harvey (NZL)       | AB                     |
| 15                     | Soraya Paladin (ITA)       | 49e                    |
| 16                     | Pauliena Rooijakkers (NED) | 11e                    |

| Trek-Segafredo TFS | Trek-Segafredo TFS                 | Trek-Segafredo TFS |
| ------------------ | ---------------------------------- | ------------------ |
| Num                | Coureuse                           | Pos                |
| 21                 | Elisa Longo Borghini (ITA) (route) | 6e                 |
| 22                 | Lucinda Brand (NED)                | 45e                |
| 23                 | Leah Thomas (USA)                  | 33e                |
| 24                 | Shirin van Anrooij (NED)           | 13e                |
| 25                 | Ellen van Dijk (NED) (route)       | 51e                |
| 26                 | Tayler Wiles (USA)                 | AB                 |

| Movistar Team MOV | Movistar Team MOV          | Movistar Team MOV |
| ----------------- | -------------------------- | ----------------- |
| Num               | Coureuse                   | Pos               |
| 31                | Annemiek van Vleuten (NED) | 2e                |
| 32                | Katrine Aalerud (NOR)      | 48e               |
| 33                | Jelena Erić (SRB) (route)  | 64e               |
| 34                | Sara Martín (ESP)          | 72e               |
| 35                | Paula Patiño (COL)         | 18e               |
| 36                | Arlenis Sierra (CUB)       | 15e               |

| UAE Team ADQ UAD | UAE Team ADQ UAD          | UAE Team ADQ UAD |
| ---------------- | ------------------------- | ---------------- |
| Num              | Coureuse                  | Pos              |
| 41               | Mavi García (ESP) (route) | 5e               |
| 42               | Sofia Bertizzolo (ITA)    | 61e              |
| 43               | Alena Ivanchenko (RUS)    | 27e              |
| 44               | Erica Magnaldi (ITA)      | 19e              |
| 45               | Maria Novolodskaya (RUS)  | 78e              |
| 46               | Urša Pintar (SLO)         | 34e              |

| Team DSM DSM | Team DSM DSM          | Team DSM DSM |
| ------------ | --------------------- | ------------ |
| Num          | Coureuse              | Pos          |
| 51           | Juliette Labous (FRA) | AB           |
| 52           | Léa Curinier (FRA)    | 97e          |
| 53           | Leah Kirchmann (CAN)  | 44e          |
| 54           | Liane Lippert (GER)   | 7e           |
| 55           | Esmée Peperkamp (NED) | 23e          |
| 56           | Elise Uijen (NED)     | 68e          |

| FDJ-Nouvelle Aquitaine-Futuroscope FSF | FDJ-Nouvelle Aquitaine-Futuroscope FSF | FDJ-Nouvelle Aquitaine-Futuroscope FSF |
| -------------------------------------- | -------------------------------------- | -------------------------------------- |
| Num                                    | Coureuse                               | Pos                                    |
| 61                                     | Marta Cavalli (ITA)                    | 1re                                    |
| 62                                     | Stine Borgli (NOR)                     | AB                                     |
| 63                                     | Brodie Chapman (AUS)                   | 50e                                    |
| 64                                     | Eugénie Duval (FRA)                    | 87e                                    |
| 65                                     | Évita Muzic (FRA) (route)              | 57e                                    |
| 66                                     | Jade Wiel (FRA)                        | 76e                                    |

| Team BikeExchange-Jayco BEX | Team BikeExchange-Jayco BEX | Team BikeExchange-Jayco BEX |
| --------------------------- | --------------------------- | --------------------------- |
| Num                         | Coureuse                    | Pos                         |
| 71                          | Amanda Spratt (AUS)         | 25e                         |
| 72                          | Alexandra Manly (AUS)       | 58e                         |
| 73                          | Ane Santesteban (ESP)       | 10e                         |
| 74                          | Wei Shi Chelsie Tan (SGP)   | AB                          |
| 75                          | Georgia Williams (NZL)      | 52e                         |
| 76                          | Urška Žigart (SLO)          | 59e                         |

| Team Jumbo-Visma TJV | Team Jumbo-Visma TJV | Team Jumbo-Visma TJV |
| -------------------- | -------------------- | -------------------- |
| Num                  | Coureuse             | Pos                  |
| 81                   | Anouska Koster (NED) | 14e                  |
| 82                   | Amber Kraak (NED)    | 36e                  |
| 83                   | Aafke Soet (NED)     | 73e                  |

| EF Education-TIBCO-SVB TIB | EF Education-TIBCO-SVB TIB    | EF Education-TIBCO-SVB TIB |
| -------------------------- | ----------------------------- | -------------------------- |
| Num                        | Coureuse                      | Pos                        |
| 91                         | Kristabel Doebel-Hickok (USA) | 8e                         |
| 92                         | Kathrin Hammes (GER)          | 63e                        |
| 93                         | Clara Honsinger (USA)         | 60e                        |
| 94                         | Lauren Stephens (USA) (route) | 47e                        |
| 95                         | Magdeleine Vallieres (CAN)    | 42e                        |

| Liv Racing Xstra LIV | Liv Racing Xstra LIV         | Liv Racing Xstra LIV |
| -------------------- | ---------------------------- | -------------------- |
| Num                  | Coureuse                     | Pos                  |
| 101                  | Marta Jaskulska (POL)        | 94e                  |
| 102                  | Valerie Demey (BEL)          | 93e                  |
| 103                  | Alison Jackson (CAN) (route) | 84e                  |
| 104                  | Jeanne Korevaar (NED)        | 80e                  |
| 105                  | Katia Ragusa (ITA)           | 101e                 |

| Uno-X Pro Cycling Team UXT | Uno-X Pro Cycling Team UXT  | Uno-X Pro Cycling Team UXT |
| -------------------------- | --------------------------- | -------------------------- |
| Num                        | Coureuse                    | Pos                        |
| 111                        | Hannah Barnes (GBR)         | 90e                        |
| 112                        | Joscelin Lowden (GBR)       | 38e                        |
| 113                        | Hannah Ludwig (GER)         | 46e                        |
| 114                        | Mie Bjørndal Ottestad (NOR) | 70e                        |
| 115                        | Anne Dorthe Ysland (NOR)    | 77e                        |

| Human Powered Health HPW | Human Powered Health HPW | Human Powered Health HPW |
| ------------------------ | ------------------------ | ------------------------ |
| Num                      | Coureuse                 | Pos                      |
| 121                      | Nina Buysman (NED)       | 82e                      |
| 122                      | Henrietta Christie (NZL) | 91e                      |
| 123                      | Katie Clouse (USA)       | 96e                      |
| 124                      | Barbara Malcotti (ITA)   | 71e                      |
| 125                      | Eri Yonamine (JPN)       | 88e                      |

| Roland Cogeas-Edelweiss Squad CGS | Roland Cogeas-Edelweiss Squad CGS | Roland Cogeas-Edelweiss Squad CGS |
| --------------------------------- | --------------------------------- | --------------------------------- |
| Num                               | Coureuse                          | Pos                               |
| 131                               | Hannah Buch (GER)                 | 109e                              |
| 132                               | Tamara Dronova (RUS)              | 32e                               |
| 133                               | Rotem Gafinovitz (ISR)            | 83e                               |
| 134                               | Léa Stern (SUI)                   | AB                                |
| 135                               | Petra Stiasny (SUI)               | 53e                               |

| Valcar-Travel & Service VAL | Valcar-Travel & Service VAL | Valcar-Travel & Service VAL |
| --------------------------- | --------------------------- | --------------------------- |
| Num                         | Coureuse                    | Pos                         |
| 141                         | Olivia Baril (CAN)          | 16e                         |
| 142                         | Anastasia Carbonari (LAT)   | 89e                         |
| 143                         | Carlotta Cipressi (ITA)     | 103e                        |
| 144                         | Federica Piergiovanni (ITA) | 85e                         |
| 145                         | Elizabeth Stannard (AUS)    | 41e                         |

| Parkhotel Valkenburg PHV | Parkhotel Valkenburg PHV   | Parkhotel Valkenburg PHV |
| ------------------------ | -------------------------- | ------------------------ |
| Num                      | Coureuse                   | Pos                      |
| 151                      | Femke Gerritse (NED)       | 39e                      |
| 152                      | Pien Limpens (NED)         | AB                       |
| 153                      | Rosalie Van der Wolf (NED) | AB                       |
| 154                      | Anne Van Rooijen (NED)     | 105e                     |

| Plantur-Pura PLP | Plantur-Pura PLP           | Plantur-Pura PLP |
| ---------------- | -------------------------- | ---------------- |
| Num              | Coureuse                   | Pos              |
| 161              | Yara Kastelijn (NED)       | 9e               |
| 162              | Millie Couzens (GBR)       | 67e              |
| 163              | Kiona Crabbé (BEL)         | 65e              |
| 164              | Justine Ghekiere (BEL)     | 56e              |
| 165              | Julie Van de Velde (BEL)   | 21e              |
| 166              | Inge van der Heijden (NED) | 31e              |

| Le Col-Wahoo DRP | Le Col-Wahoo DRP         | Le Col-Wahoo DRP |
| ---------------- | ------------------------ | ---------------- |
| Num              | Coureuse                 | Pos              |
| 171              | Elizabeth Holden (GBR)   | 79e              |
| 172              | Anna Christian (GBR)     | 86e              |
| 173              | Flora Perkins (GBR)      | 99e              |
| 174              | Alice Towers (GBR)       | 66e              |
| 175              | Jesse Vandenbulcke (BEL) | 100e             |

| Arkéa Pro Cycling Team ARK | Arkéa Pro Cycling Team ARK | Arkéa Pro Cycling Team ARK |
| -------------------------- | -------------------------- | -------------------------- |
| Num                        | Coureuse                   | Pos                        |
| 181                        | Morgane Coston (FRA)       | 22e                        |
| 182                        | Pauline Allin (FRA)        | 98e                        |
| 183                        | Julia Biryukova (UKR)      | 30e                        |
| 184                        | Amandine Fouquenet (FRA)   | AB                         |
| 185                        | Typhaine Laurance (FRA)    | AB                         |
| 186                        | Anaïs Morichon (FRA)       | 35e                        |

| Lotto Soudal Ladies LSL | Lotto Soudal Ladies LSL  | Lotto Soudal Ladies LSL |
| ----------------------- | ------------------------ | ----------------------- |
| Num                     | Coureuse                 | Pos                     |
| 191                     | Kristýna Burlová (CZE)   | 110e                    |
| 192                     | Mieke Docx (BEL)         | 74e                     |
| 193                     | Mijntje Geurts (NED)     | 28e                     |
| 194                     | Esmée Gielkens (BEL)     | 75e                     |
| 195                     | Elise vander Sande (BEL) | AB                      |
| 196                     | Kylie Waterreus (NED)    | 111e                    |

| Cofidis COF | Cofidis COF                   | Cofidis COF |
| ----------- | ----------------------------- | ----------- |
| Num         | Coureuse                      | Pos         |
| 201         | Rachel Neylan (AUS)           | 43e         |
| 202         | Cédrine Kerbaol (FRA)         | 69e         |
| 203         | Clara Koppenburg (GER)        | 29e         |
| 204         | Sandra Levenez (FRA)          | 20e         |
| 205         | Olivia Onesti (FRA)           | 36e         |
| 206         | Gabrielle Pilote Fortin (CAN) | AB          |

| Bingoal-Chevalmeire-Van Eyck Sport BCV | Bingoal-Chevalmeire-Van Eyck Sport BCV | Bingoal-Chevalmeire-Van Eyck Sport BCV |
| -------------------------------------- | -------------------------------------- | -------------------------------------- |
| Num                                    | Coureuse                               | Pos                                    |
| 211                                    | Lotte Claes (BEL)                      | 62e                                    |
| 212                                    | Julie Hendrickx (BEL)                  | AB                                     |
| 213                                    | Olha Kulynych (UKR)                    | 81e                                    |
| 214                                    | Lotte Popelier (BEL)                   | 107e                                   |

| Bepink BPK | Bepink BPK               | Bepink BPK |
| ---------- | ------------------------ | ---------- |
| Num        | Coureuse                 | Pos        |
| 221        | Silvia Zanardi (ITA)     | 55e        |
| 222        | Valentina Basilico (ITA) | AB         |
| 223        | Marketa Hajkova (CZE)    | 104e       |
| 224        | Prisca Savi (ITA)        | AB         |
| 225        | Jade Teolis (FRA)        | AB         |
| 226        | Matilde Vitillo (ITA)    | AB         |

| Andy Schleck-CP NVST-Immo Losch ASC | Andy Schleck-CP NVST-Immo Losch ASC | Andy Schleck-CP NVST-Immo Losch ASC |
| ----------------------------------- | ----------------------------------- | ----------------------------------- |
| Num                                 | Coureuse                            | Pos                                 |
| 231                                 | Nina Berton (LUX)                   | 95e                                 |
| 232                                 | Georgia Danford (AUS)               | 106e                                |
| 233                                 | Claire Faber (LUX)                  | AB                                  |
| 234                                 | Friederike Stern (GER)              | 108e                                |
| 235                                 | Zsófia Szabó (HUN)                  | 102e                                |